# Xorides atrox
Xorides atrox är en stekelart som beskrevs av Henry Keith Townes, Jr. 1960. Xorides atrox ingår i släktet Xorides och familjen brokparasitsteklar. Inga underarter finns listade i Catalogue of Life.